# Nialus discelis
Nialus discelis är en skalbaggsart som beskrevs av S. Endrödi 1964. Nialus discelis ingår i släktet Nialus och familjen Aphodiidae. Inga underarter finns listade i Catalogue of Life.